# Hans Borgelt
Hans Borgelt (Osnabrück, 6 de juliol de 1914 - Berlín, 17 de febrer de 2000) va ser un escriptor i periodista alemany.

## Biografia
Va estudiar al Wilhelmsgymnasium d'Eberswalde i després va estudiar periodisme a Berlín a l'antiga Universitat Friedrich Wilhelm. Es va doctorar el 1940 amb la tesi Entwicklung und Struktur des Heimatteiles in den brandenburgischen Zeitungen, unter besonderer Berücksichtigung der Eberswalder Zeitungsgeschichte (Desenvolupament i estructura de la redacció dels diaris de Brandenburg, amb especial consideració a la història del diari Eberswalde Zeitung). Durant la Segona Guerra Mundial va treballar a París, entre d'altres, al departament de Propaganda, on va censurar els diaris francesos. Va iniciar la seva carrera professional com a editor cultural al Berliner Zeitung. Al voltant de l'any 1950, es va traslladar a Berlín Oest i hi va treballar com a periodista autònom.
Del 1953 al 1968, Borgelt va ser secretari de premsa del Festival Internacional de Cinema de Berlín. A mitjans dels anys seixanta va començar a escriure guions per a cinema i televisió. El 1969 va dirigir el documental de sis parts Star unter Sternen protagonitzat les estrelles de cinema Zarah Leander, Heinz Rühmann, Hans Albers, Gert Fröbe, Willy Fritsch i Heinrich George. Als anys setanta va escriure, entre altres coses, el guió de la sèrie Die Fälle des Herrn Konstantin i el guió per a l'adaptació cinematogràfica de la novel·la d'Erich Kästner Fabian. El seu últim treball va ser a mitjans dels anys 90, dos episodis per a la sèrie Für alle Fälle Stefanie.
També va escriure novel·les, cròniques sobre Berlín i l'UFA, i biografies sobre Lilian Harvey i Grethe Weiser. Una novel·la seva va ser la base del guió de la pel·lícula Didi und die Rache der Enterbten per al còmic Dieter Hallervorden el 1985.
Borgelt va ser company d'escola i d'estudis del periodista Gerhard Dengler i cosí de l'actor Peter Borgelt.
Hans Borgelt va morir el 17 de febrer del 2000 a l'edat de 85 anys a Berlín. La seva tomba es troba al Friedhof Wannsee II.

## Filmografia
- 1965: Leider lauter Lügen
- 1965: Champagnerlily
- 1966; Der große Schwindel – Musical aus der Welt des Stummfilms
- 1969: Star unter Sternen (també director)
- 1969: Der tolle Bomberg
- 1969: Im Rahmen des Unmöglichen (també director)
- 1972: Alle reden von Liebe
- 1974: Die Fälle des Herrn Konstantin
- 1974: Hochzeitsnacht im Paradies
- 1980: Fabian
- 1981: Zuhaus in fremden Betten
- 1985: Schöne Ferien (episodi 2: Urlaubsgeschichten aus Mallorca)
- 1987: Ein Chinese sucht seinen Mörder
- 1989: Spreepiraten
- 1989: Die Tänzerin
- 1989: Der Bettler vom Kurfürstendamm
- 1995: Für alle Fälle Stefanie (2 episodis)

## Llibres
- 1943: Helmut Dietlof Reiche: Bildnis eines märkischen Dichters
- 1970: Berlin, Stadt des Films, Presse- und Informationsamt des Landes Berlin
- 1971: Grethe Weiser: Herz mit Schnauze, Blanvalet Verlag, Berlin, ISBN 978-3-7645-1401-3
- 1974: Das süßeste Mädel der Welt: Die Lilian-Harvey-Story, Hestia-Verlag, Bayreuth, ISBN 978-3-7770-0125-8
- 1975: Stars und Stories: Filmgeschichte(n) aus Berlin, Herbig-Verlag, München, ISBN 978-3-7766-0728-4
- 1979: Zuhaus in fremden Betten (Roman), Universitas, Berlin, ISBN 978-3-8004-0835-1
- 1979: Filmstadt Berlin, Nicolai Verlag, Berlin, ISBN 978-3-87584-070-4
- 1979: 50 Jahre deutscher Tonfilm, Presse- und Informationsamt des Landes Berlin
- 1980: Das war der Frühling von Berlin, Schneekluth, München, ISBN 978-3-7951-0534-1
- 1984: Der Doppelgänger (Roman), Bastei Lübbe, Bergisch Gladbach, ISBN 978-3-404-10397-3
- 1985: Didi und die Rache der Enterbten (Roman), Herbig-Verlag, München, ISBN 978-3-7766-1358-2
- 1990: Spreepiraten (Roman), Loewe Verlag, Bindlach, ISBN 978-3-7855-2278-3
- 1991: Der lange Weg nach Berlin (Roman), Edition q, Berlin, ISBN 978-3-928024-15-0
- 1991: Der kaninische Krieg (Roman), Edition q, Berlin, ISBN 978-3-928024-16-7
- 1993: Die UFA – ein Traum, Edition q, Berlin, ISBN 978-3-86124-178-2
- 1995: Am Freitag fängt das Leben an (Roman), Universitas, München, ISBN 978-3-8004-1318-8